# Isabelle devant le désir
Isabelle devant le désir est un film belge réalisé par Jean-Pierre Berckmans en 1975, tourné principalement à Blankenberge, d'après La Délice de Maud Frère.

## Synopsis
En 1950, dans une petite ville côtière, Isabelle travaille comme vendeuse chez un photographe vaudois. Le suicide de son père et le viol qu'elle a subi vers la fin de la guerre ont marqué sa jeunesse. Sa liaison avec Luc, d'un milieu très aisé, ne la satisfait pas car le jeune homme ne veut pas l'admettre dans ce milieu. Elle devient alors la maîtresse de son patron, avant de se faire mettre à la porte par sa femme.

## Fiche technique
- Titre : Isabelle devant le désir
- Réalisation : Jean-Pierre Berckmans
- Adaptation et dialogues : Jean-Pierre Berckmans et Jacques De Decker
- Musique : Claude Luter et Yannick Singery
- Durée : 90 minutes

## Distribution
- Anicée Alvina : Isabelle, une adolescente mal remise d'un viol et du suicide de son père, qui cherche amour et tendresse auprès d'un homme
- Jean Rochefort : Monsieur Vaudois, un photographe dans la boutique duquel travaille Isabelle,et qui fera d'elle sa maîtresse
- Mathieu Carrière : Luc, un jeune Allemand qui séduit Isabelle mais veut garder leur liaison secrète
- Annie Cordy : la mère d'Isabelle
- Francine Blistin : Madame Vaudois, la femme trompée du patron d'Isabelle
- Marie-Clémence Meerschaut : Yvette
- Etienne Samson : Joseph
- Philippe van Kessel : Olivier
- Sophie Barjac : Séverine
- Patrick Roegiers : Christian
- Catalina de Bergeyck : Elisabeth
- Jean-Marie Degèsves : Robert
- Evelyne Berckmans : la jeune femme sur la plage
- Martine Willequet : Geneviève
- Anne-Marie Ferrières : la dame âgée
- Yannick Pauwels : Isabelle à 8 ans
- André Mairesse : le sommelier